# Responsabilidade produtiva estendida
No campo da gestão de resíduos sólidos, a responsabilidade produtiva estendida (RPE) é a estratégia de somar os custos ambientais ao longo do ciclo de vida dos produtos ao valor de mercado dos produtos. A legislação sobre a responsabilidade produtiva estendida é a força por trás da implementação de iniciativas de remanufatura porque "foca no tratamento de fim-de-uso dos produtos consumidos e tem como objetivo primário incrementar a quantidade e nível de recuperação de produtos e minimizar o impacto ambiental de resíduos materiais".
O conceito foi formalmente introduzido na Suécia por Thomas Lindhqvist em um relatória de 1990 para o Ministro do meio ambiente do país. Em relatórios subsequentes preparados para o ministro, a seguinte definição surgiu: "a RPE é uma estratégia de proteção ambiental para alcançar os objetivos de diminuição do impacto total de um produto no meio ambiente, fazendo o produtor do produto responsável pelo ciclo de vida inteiro do produto e especialmente o retorno, reciclagem e disposição final".
Transferir a responsabilidade para os produtores enquanto poluidores é não apenas uma questão de política ambiental mas também o meio mais efetivo de alcançar critérios ambientais mais elevados no design dos produtos.

## Definição
A responsabilidade produtiva estendida usa de incentivos financeiros para encorajar os produtores à desenvolver produtos com menor impacto ambiental ao torná-los responsáveis pelos custos de gerenciamento de seus produtos no fim de vida. Essa política difere do gerenciamento de produtos. que comartilha a responsabilidade ao longo da cadeia de custódia de um produto, no ponto que a RPE tenta aliviar o peso sobre governos locais do custo de gerenciar certos produtos prioritários (que causam elevado impacto ambiental) exigindo dos produtores a internalização dos custos de reciclagem nos preços dos produtos. A RPE é baseada no princípio de que os produtores (frequentemente donos de marcas) tem maior controle sobre o design do produto e marketing, e possuem maior capacidade e responsabilidade de reduzir a toxicidade e minimizar os resíduos.
O RPE pode tomar a forma de um programa de reuso ou reciclagem. O produtor pode também escolher delegar a responsabilidade para terceiros, denominados organização de responsabilidade produtiva, que é paga pelo produtor para o gerenciamento de produtos usados. Dessa maneira, RPE muda a responsabilidade dos custos de gerenciamento de resíduos do governo para a industria privada, obrigando produtores, importandores e/ou vendedores à internalizar os custos de gerenciamento de resíduos nos preços dos seus produtores e garantir o manejo seguro dos mesmos. Entretanto, diferentes partes envolvidas percebem o conceito e o papel dos produtores de maneiras diferentes.

## Leituras adicionais
- . "Assessing Extended Producer Responsibility Laws in Japan"   DOI 10.1021/es072561x..
- Fishbein, Bette; Ehrenfeld, John; Young, John (2000). Extended Producer Responsibility: A Materials Policy for the 21st Century. [S.l.: s.n.] ISBN 978-0-918780-73-7. Consultado em 8 de maio de 2007. Cópia arquivada em 3 de maio de 2013
- . "Shared producer and consumer responsibility — Theory and practice"   DOI 10.1016/j.ecolecon.2006.05.018..
- Scheer, Dirk (2006). Governance of integrated product policy: in search of sustainable production and consumption. Greenleaf Publishing. [S.l.: s.n.] ISBN 9781874719328